# Buffy Sainte-Marie
Buffy Sainte-Marie, ursprungligen Beverly Sainte-Marie, född 20 februari 1941, är en amerikansk sångerska, låtskrivare, kompositör, bildkonstnär samt freds- och människorättsaktivist.

## Biografi
Sainte-Marie har uppgivit att hon tillhör indianstammen Cree. Hon sade sig ha fötts i Saskatchewan, men adopterades som liten av släktingar och växte upp i Wakefield, Massachusetts, USA. Det har dock ifrågasatts av en dokumentär gjord av CBC Television där hennes födelseattest visar tydligt att hon är född i Massachusetts av vita föräldrar med italienskt ursprung och inte alls adopterad.
Senare kom hon att bli känd för sina sånger om den amerikanska ursprungsbefolkningen, och för sitt arbete för ursprungsfolks rättigheter.
Hon skivdebuterade 1964 med albumet It's My Way!, där en av sångerna var "Universal Soldier" som blev en hit inte bara med henne utan även med Donovan och Glen Campbell. Hon hade dessutom två Tio i topp-hits i Sverige, "Soldier Blue" och "He's an Indian Cowboy in the Rodeo". Hennes låt "Bury my Heart at Wounded Knee" handlar om massakern vid Wounded Knee 1890. Hon skrev också titelsången till filmen Soldier Blue, som handlar om massakern vid Sand Creek 1864.
Sainte-Marie skrev också låten "I'm Gonna Be a Country Girl Again", till vilken Stikkan Anderson skrev svensk text med titeln "Är det konstigt att man längtar bort nån gång", som blev en stor framgång för den svenska sångerskan Lena Andersson 1971. Cornelis Vreeswijk översatte en av hennes sånger till "Incestvisan" för vilken han fick negativ kritik av, som han själv sade, "en svensk damtidning". Mellan 1976 och 1981 deltog hon regelbundet i tv-programmet Sesame Street.
Sången "Up Where We Belong" (som Buffy Sainte-Marie skrev tillsammans med Will Jennings och Jack Nitzsche) sjöngs av Joe Cocker och Jennifer Warnes till filmen En officer och gentleman. Sången vann en Oscar för bästa sång 1983.
Sainte-Marie sålde publiceringsrättigheterna till "Universal Soldier", men köpte senare tillbaka dem för 25 000 dollar.

## Ursprung
Sainte-Marie har i många intervjuer hävdat att hon kommer från Kanadas ursprungsbefolkning, och att hon adopterats till en vit familj i USA. Hon har tidvis sagt att hon vet vem hennes biologiska mor är, och tidvis att det inte finns några spår. I vissa intervjuer har mamman sagts varit död och i andra att hon adopterades bort olagligen. 
Hon har vunnit flera priser reserverade för ursprungsbefolkning, som Juno Award för årets ursprungsbefolkningsalbum 1997, 2009 och 2016. 
I en dokumentär gjord av CBC Television i oktober 2023 visades att hennes födelseattest visar att hon är född av vita föräldrar med italienskt ursprung i Massachusetts, USA. Det fanns inga bevis på att hon skulle ha varit adopterad utan läkaren som närvarat vid förlossningen hade skrivit under attesten personligen. Hennes släktingar gick även ut och berättade att hon inte alls var adopterad.
Sainte-Marie har gått ut efter dokumentären och sagt att hon inte vet hur det stod till med hennes ursprung, men att hennes biologiska mor kan ha fött henne utanför äktenskapet och att hon även kan ha haft indianskt blod. Detta förnekas av de övriga familjemedlemmarna.

## Privatliv
Buffy Sainte-Marie har varit gift tre gånger, senast med Jack Nitzsche.

## Utmärkelser
- Hedersdoktor,  1983[14]
- Golden Globe Award för bästa specialskrivna sång, för Up Where We Belong,  1983[15]
- Oscar för bästa sång, för Up Where We Belong,  1983[15]
- British Academy Film Award för bästa specialskrivna sång, för Up Where We Belong,  1984[15]
- Canadian Music Hall of Fame,  1995[16]
- Hedersdoktor,  1996[14][17]
- Gemini Award, för Up Where We Belong,  1997[15]
- Juno Award för årets ursprungsbefolkningsalbum, för Up Where We Belong,  1997[18]
- Officer av Kanadaorden,  1997[19][20]
- Canada's Walk of Fame,  1999
- Hedersdoktor,  2000[14][21]
- Hedersdoktor,  2003[14][22]
- Canadian Songwriters Hall of Fame, för Universal Soldier,  2005[14][23]
- Hedersdoktor,  2007[14][24]
- Hedersdoktor vid Carleton University,  2008[14][25]
- Juno Award för årets ursprungsbefolkningsalbum, för Running for the Drum,  2009[26]
- Hedersdoktor vid University of Western Ontario,  2009[14][27]
- Hedersdoktor,  2010[14][28]
- Hedersdoktor,  2010[14][29]
- Governor General’s Performing Arts Award,  2010[30]
- Hedersdoktor vid University of British Columbia,  2012[14][31]
- "Spirit of Americana" Free Speech Award,  2015[32]
- Polaris Music Prize, för Power in the Blood,  2015[33]
- Juno Award för årets ursprungsbefolkningsalbum, för Power in the Blood,  2016[34]
- Fellow of the American Academy of Arts and Sciences,  2022[35]
- Allan Waters Humanitarian Award
- Companion av Kanadaorden

[Redigera Wikidata]
I februari 2025 fråntogs hon Kanadaorden efter beslut av Kanadas generalguvernör. Någon motivering till beslutet gavs inte, men i medierapportering sattes det i samband med att hennes urfolksbakgrund ifrågasatts.

## Diskografi
- 1964 – It's My Way!
- 1965 – Many a Mile
- 1966 – Little Wheel Spin and Spin
- 1967 – Fire & Fleet & Candlelight
- 1968 – I'm Gonna Be a Country Girl Again
- 1969 – Illuminations
- 1970 – The Best of Buffy Sainte-Marie
- 1971 – The Best of Buffy Sainte-Marie Volume 2
- 1971 – She Used to Wanna Be a Ballerina
- 1972 – Moonshot
- 1973 – Quiet Places
- 1974 – Native North American Child: An Odyssey
- 1974 – Buffy
- 1975 – Changing Woman
- 1976 – Sweet America
- 1992 – Coincidence and Likely Stories
- 1996 – Up Where We Belong
- 2003 – The Best of the Vanguard Years
- 2004 – Live at Carnegie Hall
- 2009 – Running for the Drum
- 2010 – The Pathfinder: Buried Treasures (2 CD)